# María Elena Oddone
María Elena Oddone es una activista feminista argentina de la conocida como segunda ola, fundadora de una de las primeras organizaciones feministas del país, el Movimiento de Liberación Femenina (MLF), de la Organización Feminista Argentina (OFA) y del Tribunal de Violencia contra la Mujer. Fue directora de la revista Persona entre septiembre de 1974 y finales de 1986. Es autora de La pasión por la libertad: memorias de una feminista.

## Trayectoria
Era maestra de profesión y llevaba una vida acomodada acorde con su estatus de ama de casa de Barrio Norte casada con un militar argentino cuando, con algo más de 40 años, descubrió el feminismo a través de lecturas de autoras como Simone de Beauvoir y Victoria Ocampo. Se separó y comenzó su activismo feminista.
Participó en programas de radio y televisión y escribió artículos en algunas revistas como La Opinión o Claudia. Precisamente en esta última, publicó la crítica de un chiste de la propia revista sobre unas feministas estadounidenses, a raíz de la que, en 1972, decidió fundar el Movimiento de Liberación Femenina (MFL) tomando como modelo los movimientos feministas estadounidenses y europeos. Al amparo de este colectivo fundó también la revista Persona que fue una de las pioneras del movimiento feminista organizado argentino. Según manifestó, este nombre aludía a la identidad que tradicionalmente se negaba a las mujeres. En ella se publicaron artículos de las feministas más reconocidas del momento como Kate Millet, Evelyn Reed, Susan Sontag, Juliet Mitchel o Simone de Beauvoir al lado de los de la propia Oddone. La MLF, en colaboración con la Unión Feminista Argentina (UFA) creada por María Luisa Bemberg y Gabriela Cristeller y con militantes procedentes también de clases medias urbanas especialmente porteñas, realizó numerosas actividades de sensibilización y debate feminista hasta que, en 1976, el gobierno suspendió su actividad y Oddone se dedicó a estudiar.
En 1980, el gobierno devolvió a los partidos políticos y a las asociaciones sus locales y Oddone reanudó su presencia pública. Junto a otras activistas, luchó para que se otorgara a las madres los mismos derechos que tenían los padres en cuanto a la patria potestad sobre los hijos. Para ello formó una comisión compuesta por Irma Block, Victoria Mungo, Sara Torres, María Luisa Bemberg, Leonor Calvera y otras, que organizó manifestaciones y asumió una campaña de recogida de firmas. En 1983, con el objetivo de asistir a las víctimas de delitos sexuales, formó el Tribunal de Violencia hacia la mujer y denunció a los jueces que dejaban libres a asesinos y violadores de mujeres por lo que recibió demandas por injurias y calumnias.
Ya en democracia, el 8 de marzo de 1984 pidió públicamente la legalización del aborto portando un cartel con la leyenda "No a la maternidad, sí al placer”, que ponía en cuestión la idea generalizada de que el destino de las mujeres es la maternidad. Durante la década de los ochenta, fundó la Organización Feminista Argentina (OFA) y lanzó la segunda época de la revista Persona. 
En 1985, se integró en el Frente de Lucha por la mujer, pero fue expulsada por los desacuerdos que mantuvo con la organización. También tuvo que abandonar otros colectivos como Lugar de la mujer, Frente de lucha por la Mujer, Multisectorial y la Asociación de Protección Familiar debido a que, en contra de la opinión de estas asociaciones, se oponía a la adhesión del movimiento feminista a las Madres de Plaza de Mayo. También se opuso a la Ley del Conviviente que obligaba a repartir la pensión de viudedad entre esposa y exesposa. Se relacionó con organizaciones de gais y lesbianas de la época como el Grupo Política Sexual (GPS) y el Frente de Liberación Homosexual (FLH).
En 1989 comenzó a escribir una columna en el semanario El Informador Público, que alimentó durante 5 años con información sobre casos de violencias machistas y con denuncias al sistema policial y jurídico y en 2001, publicó su biografía, La pasión por la libertad: memorias de una feminista.